# سوزن‌ماهی‌سانان
سوزن‌ماهی‌سانان (نام علمی: Syngnathiformes) نام یک راسته از فرورده تکمیل‌استخوانان است.